# Koman Bily Kéïta
Pour les articles homonymes, voir Koma.
Koman Bily Kéïta (ou Koma Billy Keita), né en 1989, est un footballeur malien.

## Biographie
En championnat national, il joue dans l’équipe de la Jeanne d’Arc, dont il est capitaine. En 2011 il est recruté par le Stade malien de Bamako.
Il joue en 2009 avec l’équipe nationale du Mali,.